# Abraham Picard
Abraham Picard, ook genaamd Picard Kotzo, Gaudechaud, Abraham Moyses, Ezechiel Juda, Salomon Jacob en andere schuilnamen (Gent, 1772 – Marburg, 16 juni 1807) was een Joods roverhoofdman in de Zuidelijke Nederlanden. Hij was deel van de golf aan bendecriminaliteit aan het einde van de 18e eeuw.

## Leven
Picard was afkomstig uit Gent en behoorde tot een familie van zwervende "bedeljoden" en marskramers. Hij was een zakkenroller en inbreker die van dit familiaal-professionele netwerk gebruik maakte. Rond 1788-1789 trouwde hij met Dinah Jacob, een dochter van Moyse Jacob. Deze Antwerpenaar richtte de Brabantse Bende op, waartoe ook Picard behoorde en de tweelingbroers Jan en Frans Bosbeeck. Tot 1796 woonde hij met zijn vrouw afwisselend in Gent, Antwerpen, Brussel en Rijsel.
Vanaf maart 1795 begon hij met een "joodse bende" overvallen te plegen op boerderijen en kerken. Zoals de bende van François Salembier, met wie ze samenwerkten, schuwden Picard en zijn kompanen geen voetschroeien of andere wreedheden. De aanhechting van de Belgische departementen bij de Franse Republiek verruimde hun actieterrein. Ze vervalsten assignaten, maar ook paspoorten en geboorteakten. Zo wisten ze zich aan conscriptie te onttrekken.
In maart 1796 werd Picard in Gent gearresteerd en in de zomer werd hij overgebracht naar de gevangenis van Doornik. Hij legde geen bekentenissen af, maar op 6 augustus 1796 praatte zijn 24-jarige echtgenote hem en zijn handlangers aan de galg. Ze bekende het bestaan van een meer dan tachtig man sterke bende, later had ze het zelfs over meerdere honderden leden. Er werden arrestaties verricht in Gent, Doornik, Valenciennes, Bethune, Brussel, maar ook in Reims en Amiens. Hoewel de autoriteiten er een internationaal georganiseerde criminele onderwereld in zagen, ging het toch vooral om kleine criminaliteit. De gevatte bendeleden werden veroordeeld door de correctionele rechtbank van Bergen en terechtgesteld, maar Picard was er niet bij.
Omdat het gerechtelijk onderzoek aansleepte, had hij in februari 1798 de minister van Justitie aangeschreven om een proces te eisen waarop hij zijn onschuld zou aantonen. Kort erna ontsnapte hij. In maart-april lieerde hij zich in het oosten met de Meerssener Bende en met Mozes Gaas vormde hij de Essener Bende. Later liet hij in het Rijnland de beruchte Schinderhannes voor hem werken. Hij speelde een leidende rol in wat de Grote Nederlandse Bende is genoemd, een los crimineel verband met vele vertakkingen, waarin Joden samenwerkten met christenen en Roma.
In juli 1803 werd Picard gearresteerd in Frankfurt am Main, al heeft hij zijn identiteit nooit erkend en gaf hij Oberndorff bij Dinkelsbühl als geboorteplaats op. Hij stierf rond zijn 35e in de gevangenis van Marburg.

## In fictie
Het Duitse verhaal van Picard is in 2021 verstript:
- Tine Fetz, "Abraham Picard vs. Schinderhannes", in: Nächstes Jahr in. Comics und Episoden des jüdischen Lebens, 2021. ISBN 9783955751593

## Voetnoten
1. ↑  Mark Scheibe, Die Strafjustiz in Mainz und Frankfurt/M. 1796-1803. Unter besonderer Berücksichtigung des Verfahrens gegen den Serienstraftäter Johannes Bückler, genannt Schinderhannes, 1802/03, 2016, p. 207

- Gemeinsame Normdatei: 139865241
- Virtual International Authority File: 102703284